# Ада-Циганлія
Ада-Циганлія  — річковий острів на річці Сава в Белграді, штучно перетворений на півострів. Назва також застосовується до штучного озера Сава і пляжу. Завдяки своєму розташуванню в 4 км від центру Белграда, острів після осушення боліт перетворився з місця проведення покарань в популярну рекреаційну зону, відому своїми пляжами і спортивними об'єктами. Влітку щодня його відвідують до 100 тис. відпочиваючих.

## Назва
Деякі літописці назва острова переводять з кельтського як Сінга (острів) і лія (підводні землі), що стали в пізнішій транскрипції словом Сінгалі, згодом перероблений у слово зі слов'янським коренем циган.
Слово ада сербською означає річковий острів.

## Опис
У 1821 році острів оголошений державним майном і залишається в цьому статусі до сьогоднішнього дня. Нижня і верхня греблі на річці побудовані в 1967 році, завдяки чому місто отримало унікальне озеро довжиною 4,2 км, 200 м в ширину і 4-6 м в глибину. Завдяки своєму лікувальному мікроклімату (дещо нижча температура, підвищена вологість і ґрунтові води) є одним з місць екологічного туризму. Флора представлена дубом, американською тополею і ясенем . З птахів найбільш поширені качки і чайки, а також фазани та перепілки. Можна зустріти оленів і зайців. Штучне озеро — одне з найбільших в Європі. Вода в ньому тепліша і чистіша, ніж в річці. Воно придатне для купання, катання на байдарках, водного поло, дайвінгу і серфінгу. На острові розміщено біля 50 спортивних об'єктів, включаючи поле для гольфу, лижний підйомник, футбольне поле, тенісні корти, майданчики для волейболу, бейсболу. У 2008—2011 роках над східним краєм озера був побудований міст, який з'єднав громади Чукаріца (Баново-Брдо) і Нові-Београд (Блокові) .